# Seraikela
Seraikela ist eine Stadt im indischen Bundesstaat Jharkhand.
Die Stadt ist Hauptort des Distrikt Seraikela Kharsawan. Seraikela wird als ein Nagar Panchayat verwaltet. Die Stadt ist in 10 Wards gegliedert.

## Geschichte
Saraika war einst die Hauptstadt des Fürstenstaats Seraikela. Seit 2001 ist es die Hauptstadt des Distrikts Seraikela Kharsawan, welcher zuvor zum Distrikt Pashchimi Singhbhum gehört hatte.

## Demografie
Die Einwohnerzahl der Stadt liegt laut der Volkszählung von 2011 bei 14.252. Seraikela hat ein Geschlechterverhältnis von 953 Frauen pro 1000 Männer und damit einen für Indien üblichen Männerüberschuss. Die Alphabetisierungsrate lag bei 83,3 % im Jahr 2011. Knapp 88 % der Bevölkerung sind Hindus, ca. 4 % sind Muslime, ca. 1 % sind Christen und ca. 7 % gehören einer anderen oder keiner Religion an. 12,4 % der Bevölkerung sind Kinder unter 6 Jahren. 14,5 % gehören den Scheduled Tribes an.

## Kultur
Die Region ist bekannt für den Ausdruckstanz Chhau.